# Sindacato ebraico

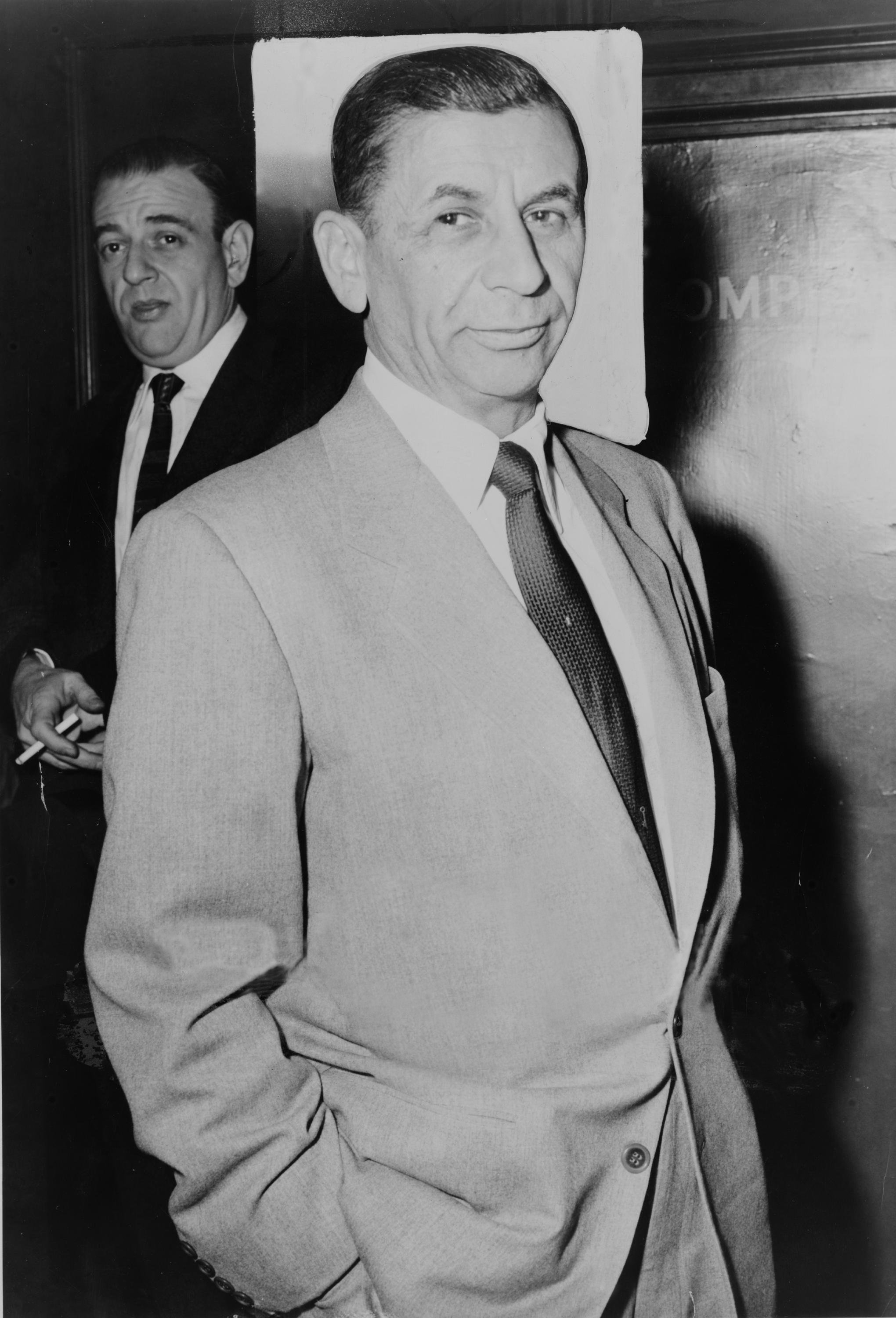
Meyer Lansky, esponente principale del cosiddetto "Sindacato ebraico" e uno dei "padri fondatori" di Las Vegas

Il Sindacato ebraico, spesso chiamato anche mafia ebraica, mafia kosher o Kosher nostra (quest'ultimo un gioco di parole tra Cosa nostra e il termine yiddish kosher), è stata una locuzione usata dalla stampa statunitense per definire la criminalità organizzata di matrice ebraica operante negli Stati Uniti d'America, emersa tra la fine del XIX secolo e l'inizio del XX secolo.

## Storia
Fra la fine del XIX secolo e l'inizio del XX secolo, dall'Europa orientale arrivò negli Stati Uniti una massa di immigrati ebrei, parte della quale produsse gangster del calibro di Max "Kid Twist" Zwerbach, "Big" Jack Zelig e Vach "Cyclone Louie" Lewis, in grado di competere e farsi riconoscere dalle bande italiane e irlandesi.
Verso la fine del XIX secolo a New York, Monk Eastman si mise alla guida di una banda, la banda Eastman in grado di competere con le bande italiane e irlandesi, in particolar con la Five Points Gang di Paul Kelly, per il controllo della malavita newyorkese. Nei primi anni venti, stimolati dalle opportunità economiche dei cosiddetti anni ruggenti e dal proibizionismo, alcuni ebrei emersero dallo scenario periferico delle bande per approdare a un livello organizzativo e operativo ben più radicato e fruttuoso, come Arnold Rothstein, ponendo sotto il loro controllo diverse imprese e attività.
Secondo l'esperto di crimine organizzato Leo Katcher, Rothstein "trasformò un'attività delinquenziale di teppisti in un grande business, il crimine organizzato, gestito come una società, con se stesso posto in cima". Rothstein fu tra l'altro sospettato (e considerato) d'essere dietro allo scandalo dei Black Sox esploso all'edizione del 1919 della World Series.
Seguendo la mano nera italiana, le bande ebraiche si specializzarono nell'estorsione, operando principalmente nel quartiere ebraico di Lower East Side; la più eminente tra queste era la mano nera ebraica capitanata da Jacob Levinsky, Charles “Charlie lo Zoppo” Litoffsky e Joseph Toplinsky agli inizi del 1900. Quindi già all'inizio del secolo scorso la malavita ebraica era significativa, tanto da dare origine ad uno slang criminale yiddish (per esempio il magnaccia era detto “simcha”, il detective “shamus”, e così via).
Il crimine organizzato degli ebrei statunitensi aveva origine nei bassifondi: da adolescenti o iniziando già in fase di prepubertà si riunivano in bande per estorcere denaro ai negozi, da giovani adulti praticavano lo schlamming (picchiare con tubi di ferro avvolti in carta da giornale i lavoratori in sciopero o persone non gradite), e una volta maturati entravano nelle bande organizzate coinvolte in variegate attività illegali, in particolare il contrabbando d'alcolici durante il proibizionismo.
I figli degli immigrati ebrei, italiani, irlandesi, e di altre etnie erano tentati dal crimine, dal richiamo del denaro facile, con la prospettiva di grandi successi. Gli ebrei, si incontravano nei racket attorno a cui gravitavano. Ciò causò a New York un “boom di criminalità” ebraica all'inizio del XX secolo, che portò a numerosi arresti (un sesto dei delinquenti arrestati erano ebrei). Come descritto dal sociologo Stephen Steinberg, circa un sesto dei fermati totali a New York risultava essere ebreo negli anni '20, nonostante gli ebrei costituissero invece circa un terzo dell'intera popolazione newyorkese.
Col proseguire del XX secolo, mafiosi del calibro di Benny Fein e Joe Rosenzweig entrarono nel racket del lavoro, il cui monopolio esercitato da Nathan Kaplan e Johnny Spanish della Five Points Gang, divenne causa di conflitto. Per anni le bande rivaleggiarono nelle guerre per il racket del lavoro a New York, fino a che nel 1927 l'intero spazio fu conquistato da Jacob Shapiro, ponendo fine alla faida. Altri gangster ebrei coinvolti nel racket dei sindacati furono Mosè Annenberg e Arnold Rothstein, quest'ultimo considerato responsabile dello scandalo dei Black Sox all'edizione 1919 della World Series.

### Proibizionismo
Secondo lo scrittore Leo Katcher, fu Arnold Rothstein a trasformare il crimine organizzato da un'attività di malviventi in un vero e proprio business. Egli fu il primo a vedere nel proibizionismo, che vietava la vendita, la produzione e il trasporto di alcol, un'occasione da sfruttare economicamente, riunendo le diverse bande in un'unica struttura gestita in modo imprenditoriale, di cui assunse la direzione. Rothstein "capì il senso dei primi capitalismi del XX secolo (ipocrisia, esclusione, avidità) e riuscì a dominarli".
Considerato il "Mosè dei gangster ebrei"; il suo modello organizzativo fece scuola presso le altre mafie. Di lui il mafioso siculo-americano Lucky Luciano disse: "Mi ha insegnato tutto, anche come vestire"; citazione, questa, poi presa in prestito dal cinema gangsteristico, dove gli stereotipati abiti dei mafiosi statunitensi sono direttamente ricollegabili al vestiario usato da Rothstein.
Fu proprio negli anni del proibizionismo (1920-1933) che i gangster ebrei divennero più importanti nel mondo del crimine statunitense. Con questa estensione delle attività ad altre grandi città - come Cleveland, Detroit, Minneapolis, Newark, Philadelphia – la mafia ebraica si specializzò nel traffico di stupefacenti, oltre alle attività relative alla prostituzione. Le numerose bande per il contrabbando erano dirette da Meyer Lansky, Bugsy Siegel, Moe Dalitz, Charles Solomon, Abner Zwillman, Abe Bernstein con la sua The Purple Gang.
Il boss più importante della Mafia ebraica fu Dutch Schultz definito tra gli anni 1924 e il 1935 "Il Re di New York". In seguito alla caduta dell'Impero di Dutch Schultz, emersero anche altri nomi di minore importanza arricchiti dal proibizionismo, come Moe Dalitz, Charles "King" Solomon e Abner "Longy" Zwillman.
Dopo la Guerra castellammarese, si tenne al Franconia Hotel di New York l'11 novembre 1931 una riunione tra esponenti della mafia italiana ed ebraica, cui parteciparono Jacob Shapiro, Louis "Lepke" Buchalter, Joseph "Doc" Stacher, Hyman "Curly" Holtz, Louis "Shadows" Kravitz, Harry Tietlebaum, Philip "Little Farvel" Kovolick e Harry "Big Greenie" Greenberg. In quest'incontro Lucky Luciano e Lansky riuscirono a convincere i gangster ebraico-statunitensi ad unirsi in una cooperazione che verrà denominata "Sindacato nazionale del crimine". Pare che a fine riunione, Bugsy Siegel abbia dichiarato: "Gli Yids e i dagos non saranno più in lotta fra loro".
Venne meno la diffidenza a collaborare con non-ebrei e, i gangster ostili a ciò gradualmente diminuirono o sparirono, come il famoso contrabbandiere d'alcolici Waxey Gordon, con base a Filadelfia, che fu condannato e imprigionato per evasione fiscale. Dopo la sua carcerazione, il suo ruolo fu ricoperto da Nig Rosen e Max "Boo Hoo" Hoff.
Sotto Lansky, i gangster ebrei furono coinvolti nel giro dei giochi clandestini di Cuba e Las Vegas. Gli interessi del sodalizio Lansky-Luciano spaziarono anche negli omicidi su commissione tanto che, fino al suo arresto, a guidare la squadra di assassini professionisti Murder Inc. per un certo periodo ci fu il mafioso ebreo Louis Buchalter.

### Dopo la seconda guerra mondiale
Per decenni dopo la II guerra mondiale, le figure dominanti nel crimine organizzato furono quelle della seconda generazione dei criminali ebrei ed italiani, che spesso collaboravano insieme.
Alla fine degli anni '60 erano ancora presenti ebrei nel mondo mafioso, una presenza che portò il gangster losangelino Jack Dragna a dichiarare al sicario Jimmy Fratianno, poi collaboratore di giustizia:
"Meyer ha una famiglia ebrea costruita seguendo le medesime caratteristiche della cosa nostra. Ma la sua famiglia si estende in tutta la nazione. Ha ragazzi come Lou Rhody, Moe Dalitz, Doc Stacher, Gus Greenbaum, ragazzi fottutamente svegli, buoni uomini d'affari, e sanno bene come fare a fotterci."
Il crimine organizzato ebraico-statunitense, derivava dalla povertà e dalle difficili condizioni di vita. Ciò è dimostrato dal fatto che, con il miglioramento della vita degli ebrei, ci fu di pari passo la scomparsa del racket ebraico o la sua fusione con un ambiente criminale statunitense più etnicamente assimilato. Infatti, i loro gangster di maggior rilievo come Meyer Lansky, Dutch Schultz e Bugsy Siegel, non fondarono famiglie criminali come i mafiosi italiani, tanto che, nei decenni dopo la II guerra mondiale, rimasero delle figure ebraico-statunitense legate al crimine organizzato, ma le vere e proprie organizzazioni criminali ebraico-statunitensi e le bande ebraico-statunitensi, almeno quelle con lo stesso livello di potere di prima, gradualmente scomparvero.

### Dalla fine del XX secolo a oggi
Come detto, la mafia ebraica smise d'essere quella delle origini già durante la metà del XX secolo lasciando gran parte dei propri affari in mano a Cosa nostra statunitense prima e alle nuove mafie dopo (subentrate a pieno titolo in diversi traffici per via della repressione attuata dal governo a partire dagli anni '90 verso la mafia italoamericana).
Per queste ragioni, in anni più recenti il crimine organizzato ebraico-statunitense è riapparso nelle forme della mafia israeliana e della mafia russa, anche se non bisogna dimenticare che molti immigrati sovietici finsero un'identità ebraica per riuscire ad entrare liberamente negli Stati Uniti e che quindi, rispetto ai loro predecessori, avevano molti più elementi in comune con la cultura russa e la repubblica sovietica.
Tra i mafiosi israeliani di un certo calibro ricordiamo Ludwig Fainberg, trafficante d'armi, Yehuda “Johnny” Attias e Moussan Alyian, pesantemente coinvolti nel traffico di droga da Amsterdam e Thailandia e di hashish dalla Turchia. Ma negli anni novanta del XX secolo i membri principali furono arrestati e la mafia israeliana a New York si sfaldò di lì a poco.
La famiglia Abergil (organizzazione criminale israeliana), è coinvolta nel traffico di ecstasy negli Stati Uniti.

## Caratteristiche
I mafiosi ebrei statunitensi sono stati coinvolti in diverse attività criminali, come l'omicidio, estorsione, contrabbando d'alcolici, prostituzione e traffico di droga. Hanno giocato anche un ruolo fondamentale nella formazione dei primi movimenti operai di New York, specie nei sindacati e nelle unioni del settore autotrasporti, e nell'industria avicola. I mafiosi ebrei, essendo le loro attività in conflitto con la deontologia della religione ebraica, destarono particolare preoccupazione all'interno delle comunità ebraiche, poiché veniva alimentato l'antisemitismo. Le forme di criminalità organizzata di stampo ebraico furono anche strumentalizzate da cartelli antisemiti e anti-immigrazione per attirare sostenitori e rendere credibili i loro programmi.
Le bande ebraiche erano presenti più o meno in tutte le maggiori città statunitensi e, a New York, nel Lower East Side e a Brownsville tenevano sotto scacco interi quartieri.
Si può quindi dire che il crimine organizzato degli ebrei statunitensi altro non fu se non una copia, un riflesso di quel che accadde allo stesso modo per una parte degli immigrati appena sbarcati negli Stati Uniti (inglesi, tedeschi, irlandesi, italiani, asiatici, ispanici), ovvero la costituzione di bande criminali su base etnica. Proprio l'etnicità alla base delle diverse forme di crimine organizzato portò al diffondersi di teorie del complotto all'interno dello stesso sistema giudiziario statunitense, secondo cui queste mafie sarebbero state entità aliene, estranee al sistema, ma al contempo vitali e unite. Il coinvolgimento moderno degli immigrati di nuovo arrivo nel crimine organizzato, ha portato allo stereotipo secondo cui gli immigrati corromperebbero la moralità degli statunitensi già residenti. I mafiosi ebrei si avvalsero di una complessa rete di relazioni criminali interetniche, collaborando con Cosa nostra statunitense, e anche con la mafia irlandese stabilitesi prima degli anni venti.
Il crimine organizzato ebraico-statunitense fa parte di un'intera letteratura, in particolare negli Stati Uniti, in cui emergono soprattutto le figure dei gangster e dei pugili tra cui gli ebrei godevano di un ruolo privilegiato, per la gioia e l'orgoglio degli altri ebrei, desiderosi di emanciparsi dallo stereotipo della razza intellettuale, professionale e fisicamente innocua. Non bisogna però dimenticare che questa criminalità organizzata rappresentò una questione socialmente importante, la quale alimentava anche la propaganda antisemita. Secondo Rich Cohen, autore di Tough Jews: Fathers, Sons and Gangster Dreams:
"Se i mafiosi ebrei fossero cresciuti oggi, se non fossero andati legittimandosi, se gli ebrei della mia generazione non li considerassero una finzione, alla pari di creature come Bigfoot e Nessie, penso che la comunità ebraica sarebbe migliore."
Secondo Cohen, i mafiosi ebrei contribuirono, anzi giocarono un ruolo nell'emancipazione delle comunità ebree americane da antichi stereotipi. Tuttavia, nella descrizione di Cohen sui mafiosi ebrei ignora le loro immoralità e i crimini (estorsione anche ricorrendo alla violenza, spaccio di stupefacenti, prostituzione forzata ed omicidi perpetrati a sangue freddo), generalmente considerati una piaga dagli stessi ebrei.

## I rapporti con Israele
Diversi mafiosi per sfuggire a una imminente cattura, processi e/o deportazioni hanno utilizzato la legge del ritorno, la quale permette la cittadinanza israeliana a qualunque ebreo del mondo che si trasferisca in Israele. Tra i più famosi v'è Joseph Stacher, che contribuì a costruire il paradiso del gioco d'azzardo di Las Vegas su commissione della mafia di origine e religione ebraica e nazionalità italiana, coalizzate insieme sotto il sindacato nazionale del crimine.
Il primo ministro Golda Meir cercò di soppiantare questa tendenza e, nel 1970, negò l'ingresso a Meyer Lansky, considerato il più influente, nonché celebre, mafioso di origine ebraica ma di nazionalità statunitense, grazie al suo impero economico fondato sul gioco d'azzardo.
Nel 2011, Wikileaks ha pubblicato un documento dell'ambasciata statunitense in Israele intitolato "Israel: The Promised Land of Organized Crime?", concernente il radicamento del crimine organizzato internazionale in Israele, e le preoccupazioni espresse dall'allora governo degli Stati Uniti in merito a tale situazione.